# Indigofera atropurpurea
Indigofera atropurpurea är en ärtväxtart som beskrevs av Jens Wilken Hornemann. Indigofera atropurpurea ingår i släktet indigosläktet, och familjen ärtväxter. Inga underarter finns listade i Catalogue of Life.

## Bildgalleri

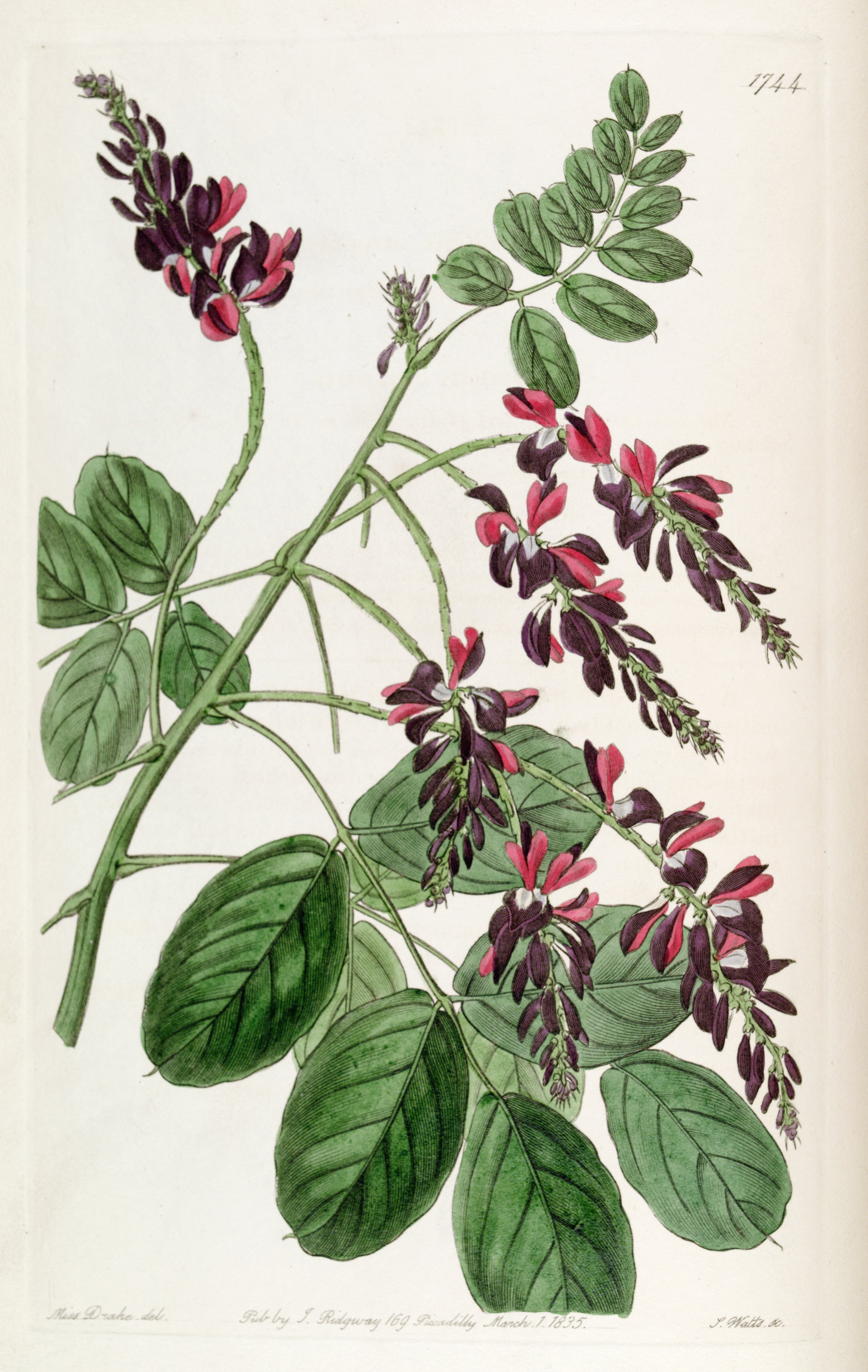